# Klaus Lindenberger
Klaus Lindenberger (* 28. květen 1957 Linec, Rakousko) je bývalý fotbalový brankář, reprezentant Rakouska na mistrovství světa 1982 a 1990, dvojnásobný držitel titulu mistra rakouské Bundesligy s týmem FC Swarovski Tirol z let 1989 a 1990 a vítěz rakouského poháru z roku 1989.